# Classe Colbert
Pour les articles homonymes, voir Colbert.
La classe Colbert est la deuxième classe de cuirassés à coque en fer de la marine française à être développée avec une batterie d'artillerie lourde installée au centre du navire, protégée par une succession de barbettes sur chaque flanc recevant une artillerie secondaire.

## Histoire
La frégate cuirassée Colberta été mise en construction à Brest le 7 mai 1869. Lancée le 15 septembre 1875, elle y fut basée de 1876 à 1882.
Elle a participé à l'expédition de Tunisie en 1881 pour l'établissement du protectorat français de Tunisie. À partir de 1883, elle est basée à Toulon pour servir dans l'Escadre d'Évolution. En 1884-1885, elle fut commandée par Édouard Barrera. En 1895, elle est reconvertie en caserne-ponton. Sa coque est vendue en 1910 pour démolition.
La frégate cuirassée Trident  fut lancée à Toulon en 1876.
Retirée du service actif le 11 septembre 1900, elle est convertie en caserne dans un port du Levant. Elle y fut démolie en 1910.

## Les unités de la classe
| Nom     | Lancement         | Armement | Chantier naval    | Fin de carrière               | Photo |
| ------- | ----------------- | -------- | ----------------- | ----------------------------- | ----- |
| Colbert | 15 septembre 1875 |          | Arsenal de Brest  | vendu en 1911 pour démolition |       |
| Trident | en 1876           |          | Arsenal de Toulon | vendu en 1910 pour démolition |       |